# 성 마이클 및 성 조지 훈장

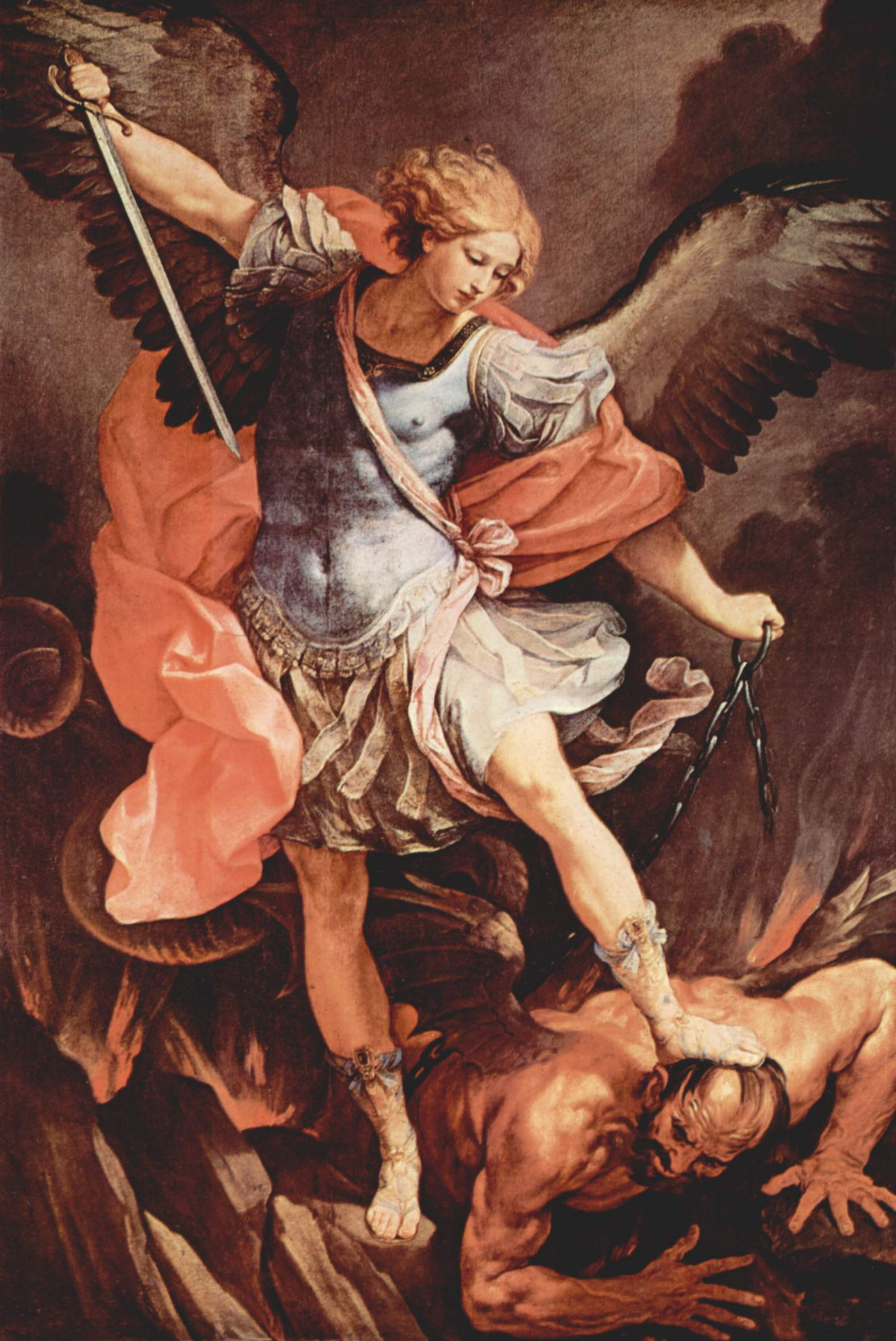
훈장의 휘장(insignia)에는 성 마이클이 사탄을 제압하는 모습이 묘사되어 있다.
(귀도 레니 그림)

성 마이클 및 성 조지 훈장 또는 세인트 마이클 앤드 세인트 조지 훈장(Order of St Michael and St George)은 조지 4세가 부왕 조지 3세 대신 섭정으로 활동하고 있던 시기인 1818년 4월 28일에 제정된 영국의 기사단 훈장이다.
영국의 6개 상급 훈장의 하나이고 공식 명칭은 '가장 뛰어난 성 미카엘과 성 조지 훈장(The Most Distinguished Order of Saint Michael and Saint George)'로, 성 마이클과 성 조지를 기려 붙여진 이름이다.

## 훈장의 수여 대상
영국 연방과 외국과의 관계에서 뛰어난 공적을 세운 외교관

## 훈장의 등급
- 1등급: Knight Grand Cross · Dame Grand Cross(GCMG)
- 2등급: Knight Commander(KCMG - 남성), Dame Commander(DCMG - 여성)
- 3등급: Companion(CMG)

## 같이 보기
- 가터 훈장
- 바스 훈장
- 대영 제국 훈장